# Birdwood (South Australia)
Birdwood ist eine Stadt bei Adelaide in Südaustralien. Sie liegt im lokalen Verwaltungsgebiet Adelaide Hills Council.

## Geschichte

### Ursprung des Namens
Die Stadt erhielt ursprünglich den deutschen Namen Blumberg, der aber 1917, zusammen mit vielen anderen deutschen Ortsnamen in der Region, auf Grund des Ersten Weltkrieges anglisiert wurde. Der neue Name sollte an Sir William Birdwood, den General der australischen Truppen, der die ANZAC in die Schlacht auf der Halbinsel Gallipoli führte.
Die Herkunft des ursprünglichen Namens ist nicht bekannt, aber vermutlich haben preußische Siedler, die aus einem Dorf gleichen Namens stammten, die neue Siedlung nach ihrem Herkunftsort benannt.

### Europäische Siedlung
Siedler, die sich zeitweise in Lobethal niedergelassen hatten, begannen 1848, sich nach eigenem Land umzusehen. Pastor Fritsch empfahl den Platz am Torrens, an dem er auf seinem Weg nach Bethany sein Lager aufgeschlagen hatte. Birdwood wuchs an Häusern, die auf von G. F. Angas und einer nahegelegenen Kirche gepachtetem Land gebaut wurden. In den 1850er Jahren blühte die Stadt auf, und in der Gegend wurde genügend Korn angepflanzt, dass sich der Bau der Mehlmühle Blumberg rentierte, in der heute das Automuseum untergebracht ist. 1865, während des dortigen Goldrausches, wurde das Blumberg Inn gebaut.

### Eisenbahngeschichte
Birdwood hatte einst einen Bahnhof an der Mount-Pleasant-Eisenbahnlinie, 71 km entfernt von Adelaide. Die Eisenbahn fuhr über Balhannah, war also keine schnelle Verbindung. Die Linie wurde bei einer der Eisenbahnreformen aufgelassen, da sie nicht sehr profitabel war, vermutlich wegen der schnelleren Straßenverbindung Adelaide – Mannum. Die Schienen sind schon lange verschwunden, aber die Erdbewegungen für die Trasse kann man immer noch am Rande der Birdwood-Ebene in Richtung Mount Torrens und Mount Pleasant sehen. Ebenfalls steht noch eine alte Steinbrücke in der Nähe von Mount Torrens, über die die Eisenbahn einst fuhr.

## Geografische Lage
Birdwood liegt an der Kreuzung der Straße von Adelaide nach Mannum, der nordwärts führenden Straße nach Williamstown und das Barossa Valley und der südwärts führenden Straße nach Lobethal, Hahndorf und zum South Eastern Freeway.
Laut der ABS-Volkszählung im Jahr 2016 hat Birdwood 891 Einwohner.

## Öffentliche Einrichtungen
Birdwood hat eine staatliche Grundschule (eröffnet 1878, ca. 200 Schüler), eine staatliche High School (eröffnet 1909, ca. 700 Schüler), einen kleinen Supermarkt und eine Reihe von Lebensmittel- und Antiquitätengeschäften. Eine Reihe von Kirchen sind ebenfalls Teil der Stadtgeschichte, so zum Beispiel die Römisch-katholische Kirche beim Sportplatz, die nahegelegene Evangelische Kirche mit Friedhof etwas außerhalb der Stadt, die United Church im Stadtzentrum, die sich lange vor Gründung der Uniting Church vereinigt hatte, und die Kirche der Adventisten des 7. Tages weiter unter an der Shannon Street.
Birdwood ist auch für das National Motor Museum (in der ehemaligen Mehlmühle Blumberg) bekannt, das der Endpunkt des jährlichen Bay to Birdwood Run ist, bei dem Oldtimerautos und -motorräder von ihren Besitzern von Glenelg durch die Stadt und durch die Hügel zum Museum gefahren werden, wo ein Fest stattfindet. Das Museum wurde 1964 von Jack Kaines und Len Vigar gegründet. 1976 kaufte es die Regierung von Südaustralien von den Gründern. Es beinhaltet eine große und historisch wichtige Sammlung von Autos, Motorrädern und Nutzfahrzeugen.
Direkt nördlich von Birdwood liegt der Cromer Conservation Park, der 1976 gegründet wurde. Er besitzt Waldgelände mit langblättrigen Pink Gum (Eukalyptus) und Red Gum (Eukalyptus), der einen wichtigen Lebensraum für Honigfresser darstellt. Im 19. Jahrhundert wurde Goldocker dort abgebaut. Es gibt keine ausgebauten Wege oder andere Einrichtungen für Besucher.

## Öffentlicher Nahverkehr
Das Gebiet wird nicht vom Öffentlichen Nahverkehr von Adelaide bedient. Ein Bus von Affordable Coachlines fährt von der Tea Tree Plaza–Station (Endstation des Öffentlichen Nahverkehrs Adelaide) nach Gumeracha und Mount Pleasant.
Birdwood wurde einst von der Mount-Pleasant-Eisenbahnlinie angefahren, aber diese wurde 1953 aufgelassen.
Birdwood hat viel Durchgangsverkehr und am Ortsende Richtung Adelaide wurde eine Verkehrsberuhigungszone gebaut, die Autofahrer von zu schnellem Fahren abhalten soll. Auf der Straße von Adelaide nach Mannum passieren viele Verkehrsunfälle. Wo sie passiert sind, wird zur Warnung der Autofahrer mit roten und schwarzen Masten markiert.

## Ansichten des National Motor Museum

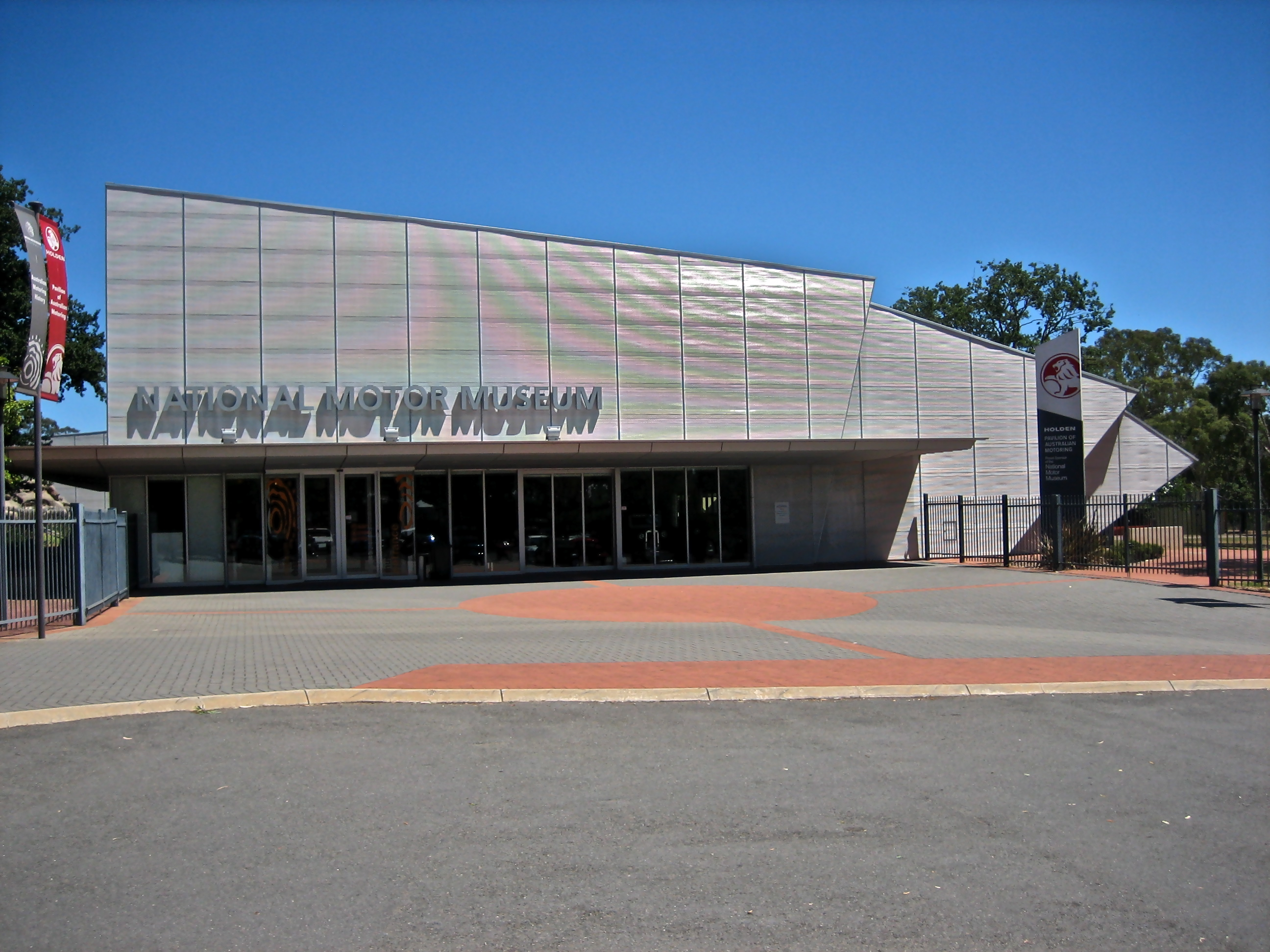
Neues National Motor Museum
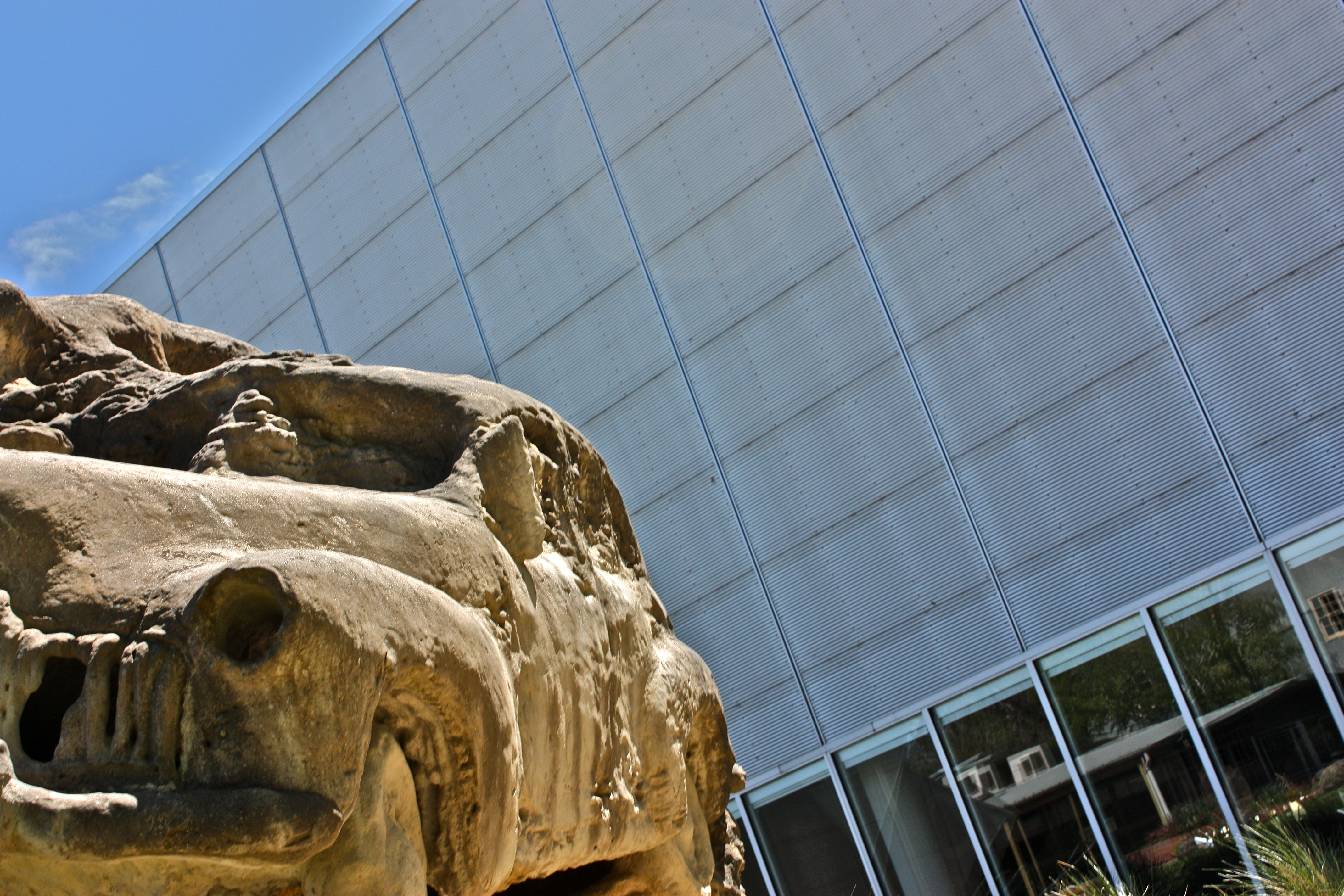
Standbild für den FJ Holden
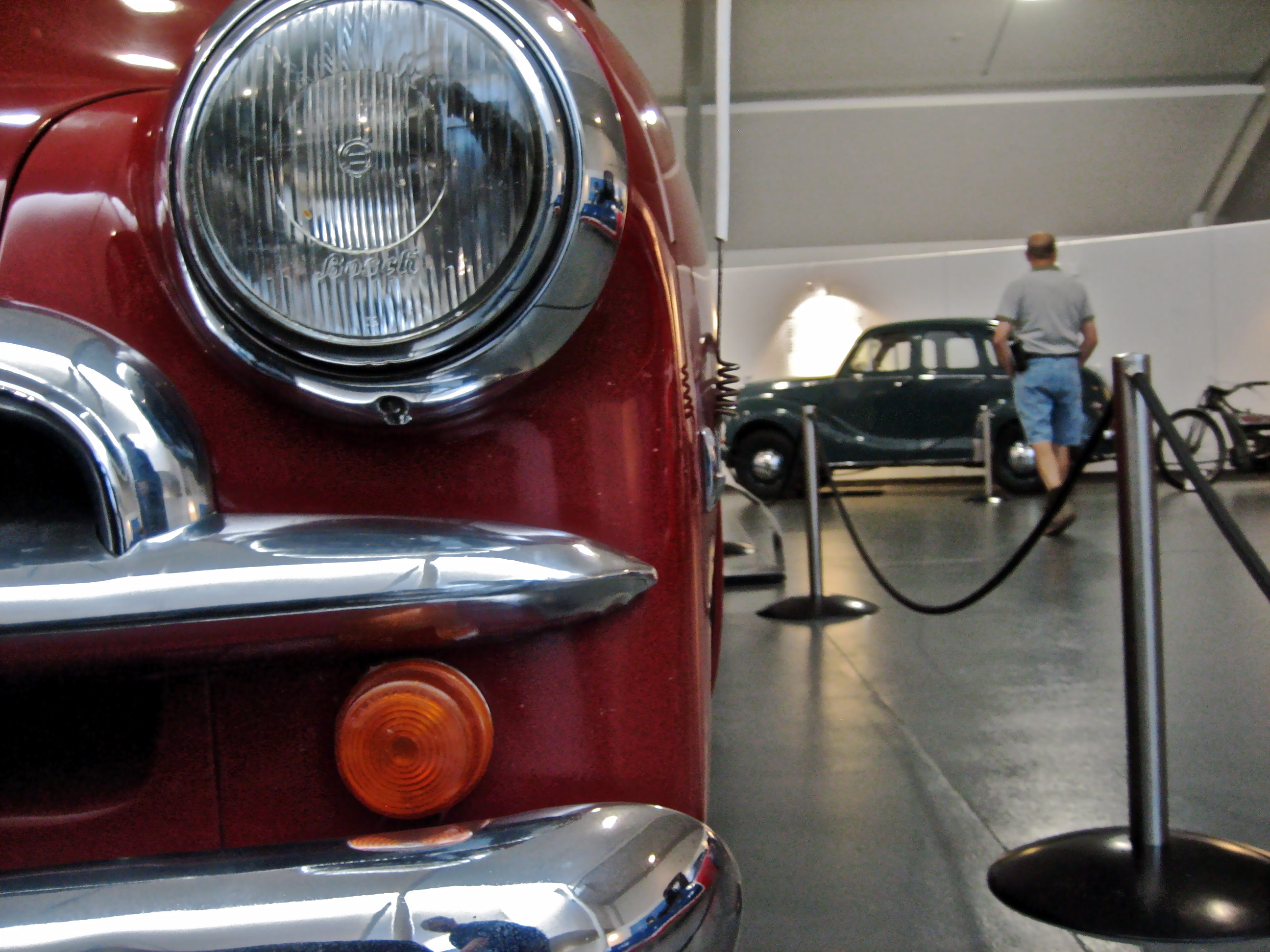
Ausstellung im National Motor Museum
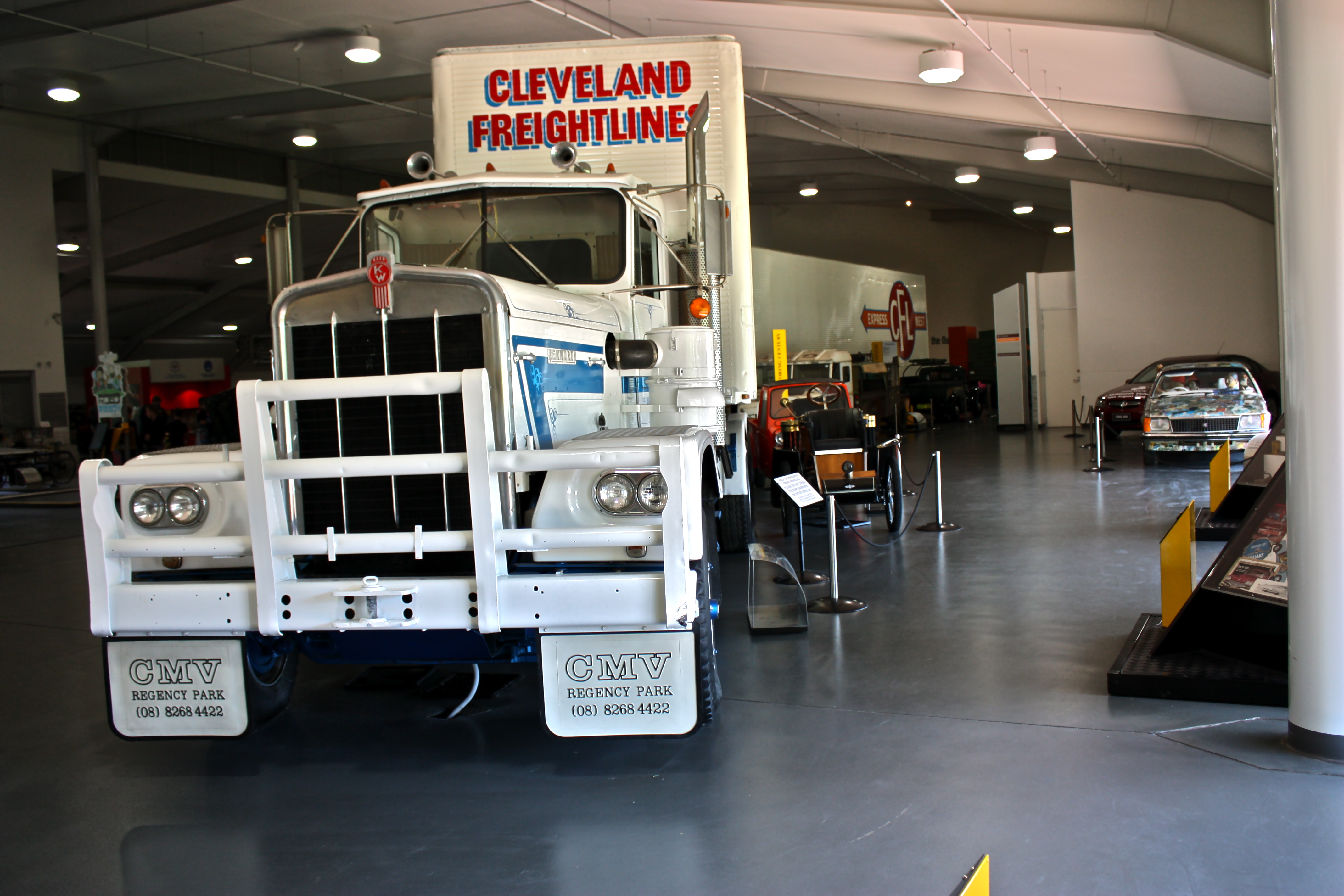
Vollständiger Road Train im Museum